# Chaskowska reka
Chaskowska reka (bułg. Хасковска река) – rzeka w południowej Bułgarii. 
Swój bieg zaczyna u podnóża Meczkowca, w Rodopach Wschodnich na wysokości 770 m n.p.m. Do wsi Spachiewo płynie wąską doliną pod dużym nachyleniem. Do wsi Sirakowo płynie na wschód i południowy wschód; do Chaskowa na północny wschód. Potem zakręca na wschód, wpływając do lewego ujścia Charmanlijskiej reki, na wysokości 148 m n.p.m., 1,6 km na południowy zachód od Stojkowa. Rzeka ma 45 km długości oraz powierzchnię zlewni wielkości 179 km², co stanowi 18,7% powierzchni dorzecza Charmanlijskiej reki. Maksymalny poziom wody w rzece jest w lutym i marcu.
Do Chaskowskiej reki uchodzą: 
- lewe dopływy: Sewdżadere.

- prawe dopływy: Bałykli.

Rzeka przepływa przez 4 miejscowości: kolejno Spachiewo, Sirakowo, Wygłarowo, Chaskowo.